# Ситте (село)
Ситте (якут. Сииттэ) — село в Кобяйском улусе Республики Саха (Якутия) России. Административный центр и единственный населённый пункт Ситтинского наслега.

## География
Село находится в центральной части Якутии, в пределах Центральноякутской низменности, к западу от реки Лены, к востоку от реки Ситте, на расстоянии примерно 54 километров (по прямой) к юго-востоку от посёлка Сангар, административного центра улуса.
Климат
Климат характеризуется как резко континентальный, с продолжительной морозной зимой и коротким летом. Средняя температура воздуха самого тёплого месяца (июля) составляет 10 °C; самого холодного (января) — −40 °C. Среднегодовое количество атмосферных осадков составляет 200—250 мм. Снежный покров держится в течение 205—215 дней в году.
Часовой пояс
Село Ситте находится в часовой зоне МСК+6. Смещение применяемого времени относительно UTC составляет +9:00.

## Население
| 2002 | 2010 | 2012 | 2013 | 2014 | 2015 | 2016 |
| ---- | ---- | ---- | ---- | ---- | ---- | ---- |
| 466  | ↗503 | →503 | ↘496 | ↘495 | ↘490 | ↘479 |
| 2017 | 2018 | 2019 | 2020 | 2021 |      |      |
| ↗484 | ↘476 | ↘467 | →467 | ↗469 |      |      |

Половой состав
По данным Всероссийской переписи населения 2010 года в гендерной структуре населения мужчины составляли 48,3 %, женщины — соответственно 51,7 %.
Национальный состав
Согласно результатам переписи 2002 года, в национальной структуре населения якуты составляли 83 % из 466 чел.

## Улицы
Уличная сеть села состоит из семи улиц.